# Oshae Jones
Oshae Jones (Toledo, 1 de março de 1998) é uma boxeadora estadunidense, medalhista olímpica.

## Carreira
Jones conquistou a medalha de bronze nos Jogos Olímpicos de Verão de 2020 em Tóquio, após confronto na semifinal contra a chinesa Gu Hong na categoria peso meio-médio.